# جودوين فرانكو
جودوين فرانكو (16 فبراير 1985 في الهند - ) هو لاعب كرة قدم هندي في مركز الوسط. شارك مع منتخب الهند تحت 20 سنة لكرة القدم. أما مع النوادي، فقد لعب مع سبورتينغ غوا ونادي بونه ونادي تشرتشل براذرز ونادي ديمبو وFransa-Pax FC ‏ ونادي كيرلا بلاستيرز وRoyal Wahingdoh FC ‏.

## وصلات خارجية
- جودوين فرانكو على موقع قاعدة بيانات كرة القدم.إي يو (الإنجليزية)
- جودوين فرانكو على موقع Soccerway.com (الإنجليزية)